# ONE (BONNIE PINKのアルバム)
『ONE』（ワン）は、BONNIE PINKの通算10枚目のオリジナルアルバム。2009年5月13日発売。発売元はワーナーミュージック・ジャパン。CDコードは初回限定盤がWPZL-30122/3、通常盤がWPCL-10674。

## 概要
前作のオリジナルアルバム『Thinking Out Loud』から1年10か月ぶりとなるオリジナルアルバム。プロデューサーには過去何曲も制作したBurning Chickenのほか、Martin Terefeら初めて楽曲をプロデュースするミュージシャンも多い。レコーディングはロンドン、ストックホルム、ロサンゼルス、マルメ、東京で長期間にわたって行われた。BONNIE PINKによると、本作タイトルの由来は「世界をまわってレコーディングして、世界はひとつと感じた」という実感と「新たなる一歩」という2つの意味合いが込められている。
初回限定盤は「鐘を鳴らして（original version）」「CHAIN」「Joy」の3曲のPVと、2008年12月13日に行われた「BONNIE PINK プレミアム・クリスマス・ナイト at Billboard Live TOKYO」から「CHAIN」「Last Kiss」「Tonight, the Night」のライブ映像、レコーディングオフショットの3種類の映像が収録されたDVDが付属。
また、初回盤・通常版の初回プレス盤共通の購入特典として2009年7月10日～31日に行われた『BONNIE PINK TOUR 2009 "ONE" 』のチケット先行予約特設ページにアクセスできるIDとパスワードが得ることができた。
ジャケット・デザインはCurly Giraffe、HONESTYの高桑圭が担当している。

## 収録曲

### CD
1. Won't Let You Go （4:24）
（作詞・作曲：BONNIE PINK）
2. フューシャ フューシャ フューシャ （4:20）
（作詞・作曲：BONNIE PINK　編曲：David Davidson）
3. Princess Incognito （3:24）
（作詞・作曲：BONNIE PINK）
4. Joy （4:16）
（作詞・作曲：BONNIE PINK　編曲：David Davidson）
5. 妄想LOVER （3:23）
（作詞・作曲：BONNIE PINK）
6. 鐘を鳴らして （4:07）
（作詞・作曲：BONNIE PINK　編曲：Burning Chicken）
7. One Last Time （6:22）
（作詞・作曲：BONNIE PINK）
8. Rock You Till the Dawn （3:35）
（作詞・作曲：BONNIE PINK）
9. Fed Up feat. Craig David （3:52）
（作詞・作曲：BONNIE PINK、Craig David）
10. PLAY & PAUSE （3:59）
（作詞・作曲：BONNIE PINK）
11. 秘密 （3:59）
（作詞・作曲：BONNIE PINK）
12. Try Me Out （3:58）
（作詞・作曲：BONNIE PINK）
13. Happy Ending （4:39）
（作詞・作曲：BONNIE PINK）
14. Get on the Bus （4:44）
（作詞・作曲：BONNIE PINK）
15. Ring A Bell（Bonus Track） （4:06）
（作詞・作曲：BONNIE PINK　編曲：Burning Chicken）

### DVD
1. BONNIE PINK Premium Christmas Night at Billboard Live TOKYO
  - 「CHAIN」
  - 「Last Kiss」
  - 「Tonight, the Night」

（ディレクター：松本剛）
2. MUSIC CLIP
  - 「鐘を鳴らして（original version）」
  - 「CHAIN」
  - 「Joy」

（全曲、ディレクター：松本剛）
3. bonus track off shot !!! "ONE"

## タイアップ
- 三井アウトレットパーク ジャズドリーム長島CMソング（M-3）
- バンダイナムコゲームス社ゲーム「テイルズ オブ ヴェスペリア」日本版主題歌（M-6）
- 角川配給アニメ映画「テイルズ オブ ヴェスペリア〜The First Strike〜」主題歌（M-6）
- ソニー･プレイステーション3用ゲームソフト「テイルズ オブ ヴェスペリア」CMソング（M-6）
- docomo STYLE series「N-08A」CMソング（M-11）
- アテニアCMソング（M-12）
- バンダイナムコゲームス社ゲーム「テイルズ オブ ヴェスペリア」海外版主題歌（M-15）